# Phyllomacromia legrandi
Phyllomacromia legrandi là loài chuồn chuồn trong họ Macromiidae. Loài này được Gauthier mô tả khoa học đầu tiên năm 1987.